# Danube Wings
Danube Wings era uma companhia aérea com sede na Eslováquia que encerrou as operações em 2013. A Danube Wings operou serviços regionais regulares em rotas domésticas e internacionais usando aeronaves ATR 72. Sua base era o Aeroporto MR Štefánik em Bratislava. A VIP Wings, uma empresa privada eslovaca, era a detentora das licenças e do AOC.

## História
A VIP Wings foi fundada em 23 de maio de 2000 e foi criada a partir da VIP Air, a primeira empresa de aviação privada na Eslováquia.
Em agosto de 2008, as operações foram iniciadas com aeronaves ATR 72, oferecendo transporte regular ao público em geral. Em 13 de novembro de 2008, a empresa recebeu o código V5 IATA. Em 15 de julho de 2009, a Danube Wings tornou-se membro da European Regional Airlines Association.
A empresa enfrentou sérios problemas econômicos e em 20 de novembro de 2013 encerrou todas as operações em voos regulares. De acordo com notícias da imprensa, encerrou as operações em dezembro de 2013 e dispensou todos os funcionários.

## Destinos
Os serviços para a França foram cancelados em janeiro de 2013. Em 19 de outubro de 2013, a Danube Wings anunciou o cancelamento imediato de sua última rota programada restante.

## Frota
A frota da Danube Wings incluía as seguintes aeronaves (em janeiro de 2013) em uma classe totalmente econômica:
| Aeronaves      | Total | Ordens | Passageiros | Notas                         |
| -------------- | ----- | ------ | ----------- | ----------------------------- |
| ATR-72-202     | 4     | –      | 66          |                               |
| Boeing 737-400 | 1     | –      | TBA         | Alugado da CSA Czech Airlines |